# جیم دورینگ
جیم دورینگ (انگلیسی: Jim Doehring؛ زادهٔ january ۲۷, ۱۹۶۲ (۶۳ سال)) ورزشکار دو و میدانی اهل ایالات متحده آمریکا است.
وی در مسابقات کشوری و بین‌المللی در مجموع برندهٔ ۲ مدال نقره شده‌است.